# Eric Mathoho
Mulomowandau Eric Mathoho (ur. 1 marca 1990 w Thohoyandou) – południowoafrykański piłkarz grający na pozycji środkowego obrońcy. Od 2012 jest zawodnikiem klubu Kaizer Chiefs.

## Kariera klubowa
Swoją karierę piłkarską Mathoho rozpoczął w klubie Tshiombo XI Securitas. Grał też w juniorach The Dolphins. W 2009 roku został zawodnikiem klubu Bloemfontein Celtic. 3 lutego 2010 zadebiutował w nim w Premier Soccer League w zremisowanym 0:0 wyjazdowym meczu z Mamelodi Sundowns. W Bloemfontein Celtic grał do końca sezonu 2011/2012.
Latem 2012 roku Mathoho przeszedł do Kaizer Chiefs. Swój debiut w nim zaliczył 11 sierpnia 2012 w zwycięskim 6:0 wyjazdowym meczu z AmaZulu FC. W sezonach 2012/2013 i 2014/2015 wywalczył mistrzostwo Południowej Afryki, a w sezonie 2013/2014 został wicemistrzem tego kraju. Zdobył również Nedbank Cup (2012/2013) i MTN 8 (2014/2015).
| Sezon   | Klub                | Kraj              | Rozgrywki | Mecze | Gole |
| ------- | ------------------- | ----------------- | --------- | ----- | ---- |
| 2009/10 | Bloemfontein Celtic | Południowa Afryka | PSL       | 1     | 0    |
| 2010/11 | Bloemfontein Celtic | Południowa Afryka | PSL       | 28    | 1    |
| 2011/12 | Bloemfontein Celtic | Południowa Afryka | PSL       | 27    | 3    |
| 2012/13 | Kaizer Chiefs       | Południowa Afryka | PSL       | 26    | 1    |
| 2013/14 | Kaizer Chiefs       | Południowa Afryka | PSL       | 21    | 2    |
| 2014/15 | Kaizer Chiefs       | Południowa Afryka | PSL       | 25    | 1    |
| 2015/16 | Kaizer Chiefs       | Południowa Afryka | PSL       |       |      |

## Kariera reprezentacyjna
W reprezentacji Południowej Afryki Mathoho zadebiutował 14 maja 2011 w wygranym 1:0 towarzyskim meczu z Tanzanią. W 2015 roku został powołany do kadry na Puchar Narodów Afryki 2015. Rozegrał na nim dwa mecze: z Senegalem (1:1) i z Ghaną (1:2).